# Keisuke Minegishi
Keisuke Minegishi (嶺岸 佳介 Minegishi Keisuke?, nacido el 12 de septiembre de 1991 en Miyagi) es un futbolista japonés que se desempeña como centrocampista.

## Trayectoria

### Clubes
| Club              | País  | Año         |
| ----------------- | ----- | ----------- |
| Zweigen Kanazawa  | Japón | 2014 - 2017 |
| Azul Claro Numazu | Japón | 2018 -      |

## Estadística de carrera

### J. League
| Club             | Año   | J. League | J. League | Copa J. League | Copa J. League | Total | Total |
| Club             | Año   | Part.     | Goles     | Part.          | Goles          | Part. | Goles |
| ---------------- | ----- | --------- | --------- | -------------- | -------------- | ----- | ----- |
| Zweigen Kanazawa | 2014  | 12        | 0         | -              | -              | 12    | 0     |
| Zweigen Kanazawa | 2015  | 4         | 0         | -              | -              | 4     | 0     |
| Zweigen Kanazawa | 2016  | 9         | 0         | -              | -              | 9     | 0     |
| Zweigen Kanazawa | 2017  | 1         | 0         | -              | -              | 1     | 0     |
| Total            | Total | 26        | 0         | 0              | 0              | 26    | 0     |